# Italian Girls' School, Tripoli
Italian Girls' School var en flickskola i Tripoli i Libyen, som grundades 1877. Det var den första skolan för flickor i Libyen. 
Skolan grundades av den italienska judiska läraren Carolina Nunes Vais. 